# 科爾查內

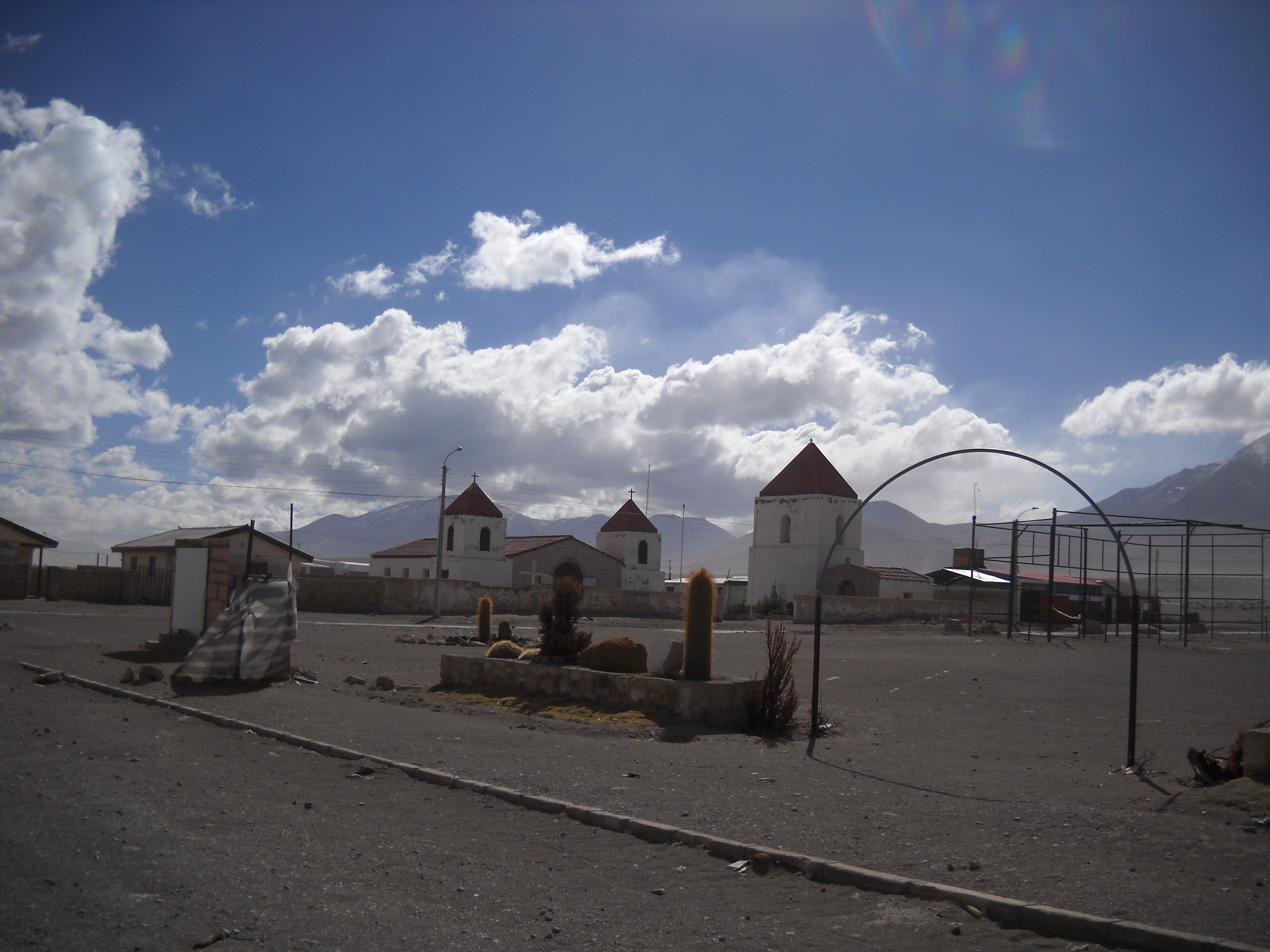

科爾查內是智利的城鎮，位於該國北部，由塔拉帕卡大區的艾爾塔馬魯加爾省負責管轄，面積4,015平方公里，2002年人口1,649，人口密度每平方公里0.4人。